# Partido de Puan
Partido de Puan är en kommun i Argentina.   Den ligger i provinsen Buenos Aires, i den centrala delen av landet, 600 km sydväst om huvudstaden Buenos Aires. Antalet invånare är 16 381.
Omgivningarna runt Partido de Puan är i huvudsak ett öppet busklandskap. Runt Partido de Puan är det mycket glesbefolkat, med 2 invånare per kvadratkilometer.